# 全国放送
全国放送（ぜんこくほうそう）とは基幹放送の種別の一つである。

## 概要
文言としては、総務省令放送法施行規則第60条に基づく別表第5号の表の第8項放送対象地域による基幹放送の区分（1）にある。日本全国を対象とする放送である。

## 実際
総務省告示基幹放送普及計画第3「国内放送に関する基幹放送の区分ごとの放送対象地域及び放送対象地域ごとの放送系の数の目標」に基づき、全国放送を実施する事業者について解説する。

### 地上基幹放送
地上基幹放送は、ラジオ放送およびテレビジョン放送がある。
ラジオ放送
- NHKラジオ第2放送
- 日経ラジオ社（通称・ラジオNIKKEI）

テレビジョン放送
- NHK教育テレビジョン（通称・NHK Eテレ）

地域ごとの放送内容の差異が一切無い放送を実施しているのは日経ラジオ社のみである。
日本放送協会（NHK）の場合、東京局を親局として残り全局を中継局とする全国一元の体制だがコールサイン告知の部分は各地の放送局から送出される（例えばNHK大阪教育デジタルテレビジョンの場合「JOBB-DTV、NHK大阪教育デジタルテレビジョン」、NHK名古屋教育デジタルテレビジョンの場合「JOCB-DTV、NHK名古屋教育デジタルテレビジョン」である旨が流れる）。その理由としては、教育テレビは総合テレビを補完することがあるため。
例として、高校野球の地方大会中継がローカルで放送される場合や各地ごとで独自の教育・教養番組を編成する場合が挙げられる。ただし、関東広域圏、中京広域圏並びに近畿広域圏ではそれぞれ東京、名古屋並びに大阪以外の局は全て中継局の扱いとなる。ラジオ第2放送の札幌・秋田・東京・熊本は中波放送としては国内最大の500kWで送信している。

### 衛星基幹放送
衛星基幹放送は、BSおよび東経110度CSにより実施される。実施しているのは次の基幹放送局提供事業者である。
- BSが放送衛星システム
- 東経110度CSがスカパーJSAT

### 移動受信用地上基幹放送
移動受信用地上基幹放送は、VHF-high帯でマルチメディア放送およびテレビジョン放送ができる。
ジャパン・モバイルキャスティングが基幹放送局提供事業者として実施していた。